# قبض (تصوف)
الْقَبْضُ عند الصوفية هو حال يغلب فيه الخوف على القلب، على خلاف الْبَسْطِ، حينما يباشر المريد أداء الأوراد وفق منهاج التصوف الإسلامي عند أهل السنة والجماعة.

## تعريف القبض

### القبض لغة
أورد زين الدين الرازي في كتابه مختار الصحاح تعريفا لمصطلح القبض نصه:
| قبض (تصوف)                       | الْقَبْضُ في اللسان العربي معناه: 1. قَبَضَ الشيء: أخذه. 2. والقَبْضُ أيضا: ضد البسط وبابهما ضرب. 3. ويقال صار الشيء في قَبْضِكَ وفي قَبْضَتِك: أي في ملكك. 4. والانْقِباضُ: ضد الانبساط. 5. وانْقَبَضَ الشيء: صار مقبوضاً. 6. والقُبْضَةُ بالضم: ما قبضت عليه من شيء، يقال أعطاه قبضة من سويق أو تمر أي كفا منه، وربما جاء بالفتح. 7. والمَقْبِضُ بوزن المجلس: من القوس والسيف ونحوهما، حيث يقبض عليه بجمع الكف. 8. وتَقَبَّضَ عنه: اشمأزَّ. 9. وتَقَبَّضَتِ الجلدة في النار: انزوت. 10. وقَبَّضَ الشيء تَقْبيضاً: جمعه وزواه. 11. وقبَّضَهُ المال أيضا: أعطاه إياه. 12. وقُبِضَ فلان على ما لم يسم فاعله: فهو مقْبُوضٌ أي مات. 13. والقَبْضُ: الإسراع ومنه قوله تعالى: ﴿أَوَلَمْ يَرَوْا إِلَى الطَّيْرِ فَوْقَهُمْ صَافَّاتٍ وَيَقْبِضْنَ مَا يُمْسِكُهُنَّ إِلَّا الرَّحْمَنُ إِنَّهُ بِكُلِّ شَيْءٍ بَصِيرٌ ۝١٩﴾ [الملك:19] | قبض (تصوف) |
| — زين الدين الرازي، مختار الصحاح | |            |

### البسط شرعا
هنالك اسم من أسماء الله الحسنى هو الْقَابِضُ الذي اشتقاقه من الفعل الثلاثي قَبَضَ.
وأورد حسن الشرقاوي في كتابه «ألفاظ الصوفية ومعانيها» تعريفا للبسط نصه:
| قبض (تصوف)                             | يستخدم الصوفية البسط ضد القبض، ويريدون بالقبض غلبة الخوف، وبالبسط غلبة الرجاء على القلب، فإذا خاف الصوفي من وعيد الله كان قبضاً، وإذا رجا الزاهد وعد الله ونعيم الله كان بسطاً، ويرى بعض أئمة الصوفية أن الله تعالى إذا كاشف عبداً بنعت جلاله قبضه، وإذا كاشفه بنعت جماله بسطه. | قبض (تصوف) |
| — حسن الشرقاوي، ألفاظ الصوفية ومعانيها | |            |

وقال ابن الفارض في قصيدته «التائية الكبرى» في تعريف البسط والقبض:
وعَرَّفَ محيي الدين بن عربي في الجزء الثالث من كتابه الفتوحات المكية تعريفا آخر للبسط فحواه:
| قبض (تصوف)                            | البسط: هو عندنا من يسع الأشياء ولا يسعه شيء، وقيل هو حال الرجاء، وقيل هو واردٌ توجبه إشارة إلى قبول ورحمة وأنس، وهو نقيض القبض. القبض: حال الخوف في الوقت، وقيل واردٌ يرد على القلب توجبه إشارة إلى عتاب وتأديب. | قبض (تصوف) |
| — محيي الدين بن عربي، الفتوحات المكية | |            |

## القبض في القرآن
ذكر القرآن معنى القبض في العديد من الآيات، منها قول الله :
1. سورة البقرة: ﴿مَنْ ذَا الَّذِي يُقْرِضُ اللَّهَ قَرْضًا حَسَنًا فَيُضَاعِفَهُ لَهُ أَضْعَافًا كَثِيرَةً وَاللَّهُ يَقْبِضُ وَيَبْسُطُ وَإِلَيْهِ تُرْجَعُونَ ۝٢٤٥﴾ [البقرة:245].(1)
2. سورة التوبة: ﴿الْمُنَافِقُونَ وَالْمُنَافِقَاتُ بَعْضُهُمْ مِنْ بَعْضٍ يَأْمُرُونَ بِالْمُنْكَرِ وَيَنْهَوْنَ عَنِ الْمَعْرُوفِ وَيَقْبِضُونَ أَيْدِيَهُمْ نَسُوا اللَّهَ فَنَسِيَهُمْ إِنَّ الْمُنَافِقِينَ هُمُ الْفَاسِقُونَ ۝٦٧﴾ [التوبة:67].(2)
3. سورة طه: ﴿قَالَ بَصُرْتُ بِمَا لَمْ يَبْصُرُوا بِهِ فَقَبَضْتُ قَبْضَةً مِنْ أَثَرِ الرَّسُولِ فَنَبَذْتُهَا وَكَذَلِكَ سَوَّلَتْ لِي نَفْسِي ۝٩٦﴾ [طه:96].(3)
4. سورة الفرقان: ﴿ثُمَّ قَبَضْنَاهُ إِلَيْنَا قَبْضًا يَسِيرًا ۝٤٦﴾ [الفرقان:46].(4)
5. سورة الزمر: ﴿وَمَا قَدَرُوا اللَّهَ حَقَّ قَدْرِهِ وَالْأَرْضُ جَمِيعًا قَبْضَتُهُ يَوْمَ الْقِيَامَةِ وَالسَّمَاوَاتُ مَطْوِيَّاتٌ بِيَمِينِهِ سُبْحَانَهُ وَتَعَالَى عَمَّا يُشْرِكُونَ ۝٦٧﴾ [الزمر:67].(5)

## نشوء مصطلح القبض عند الصوفية
نشأ مصطلح الْقَبْضِ عند المتصوفة قصد تربية السالكين والمريدين في طريقهم إلى الله -تعالى- ووقايتهم من الرهبانية والقنوط واليأس والاعتزال.
ذلك أن اختلاط الزهاد المسلمين مع رهبان النصارى بعد توسع الفتوحات الإسلامية، بالإضافة إلى الترجمة والنقل من فلسفات الأمم الأخرى، قد حتم على شيوخ الصوفية الاحتراز من الوقوع في ما وقع فيه المتعبدون والناسكون من المخالفات والانحراف، كما صرح بذلك القرآن الكريم في سورة الحديد:
﴿ثُمَّ قَفَّيْنَا عَلَى آثَارِهِمْ بِرُسُلِنَا وَقَفَّيْنَا بِعِيسَى ابْنِ مَرْيَمَ وَآتَيْنَاهُ الْإِنْجِيلَ وَجَعَلْنَا فِي قُلُوبِ الَّذِينَ اتَّبَعُوهُ رَأْفَةً وَرَحْمَةً وَرَهْبَانِيَّةً ابْتَدَعُوهَا مَا كَتَبْنَاهَا عَلَيْهِمْ إِلَّا ابْتِغَاءَ رِضْوَانِ اللَّهِ فَمَا رَعَوْهَا حَقَّ رِعَايَتِهَا فَآتَيْنَا الَّذِينَ آمَنُوا مِنْهُمْ أَجْرَهُمْ وَكَثِيرٌ مِنْهُمْ فَاسِقُونَ ۝٢٧﴾ [الحديد:27]
ذلك أن تقعيد علم التصوف ومصطلحاته من طرف الإمام الجنيد البغدادي -رحمه الله- وأصحابه وتلاميذه، قد اصطدم بوجود الرهبانية النصرانية واليهودية والمجوسية وغيرها في الأمصار التي التحقت للتو بجغرافيا الأمة الإسلامية، فكان على المسلمين أن يحرروا تخصص التزكية والتربية من الأوضار والأدران التي التصقت بالأديان السابقة، ولعل من أهم أسباب ظهور الانحراف لدى الرهبان هو المبالغة في الحزن والتقشف والزهد والإعراض عن الدنيا.
وقد كان الرسول الأمين ﷺ سَبَّاقا إلى التنبيه إلى خطورة الانقباض والفتور لدى المتعبدين المسلمين، وذلك في حديث نبوي نصه:
روي عن عبد الله بن عمرو بن العاص  في مسند أحمد: 
| قبض (تصوف) | إِنَّ لِكُلِّ عَمَلٍ شِرَّةٌ، وَلِكُلِّ شِرَّةٍ فَتْرَةٌ، فَمَنْ كَانَتْ شِرَّتُهُ إِلَى سُنَّتِي فَقَدْ أَفْلَحَ، وَمَنْ كَانَتْ فَتْرَتُهُ إِلَى غَيْرِ ذَلِكَ فَقَدْ هَلَكَ، حديث صحيح | قبض (تصوف) |

فبين رسول الرحمة ﷺ أن عمل المسلم يتأرجح بين الشِّرَّةِ، أي البسط والانبساط في القربات، وبين الْفَتْرَةِ، أي القبض والانقباض عن المندوبات، فاعتمد بذلك المتصوفة على مثل هذا الحديث النبوي من أجل ضبط مفاهيم ومصطلحات الطريقة الصوفية التي ينتهجها المتنسكون المتعبدون.
وكان هذا الحديث النبوي نبراسا للتربية والتزكية الصوفية التي تنبه وتحذر من تجاوز الحد في البسط والشرة عند إقبال النفس على الطاعة، كي يبقى الالتزام الشرعي والفلاح الديني مضبوطا بالسنة النبوية بعيدا عن الشطح والزندقة وإسقاط التكليف.
كما كان هذا الأثر النبوي الشريف دليلا تربويا على خطورة الهلاك والبوار والشنار على المتعبد والمريد الذي قد ينحرف عن السنة النبوية أثناء أحواله المرتبطة بالفترة والقبض، والتي قد ترديه في هاوية القنوط والخبل والرهبانية المنحرفة.

## التعامل مع القبض
حينما يعقب حالَ البسط، أو الشِّرَّةِ، حالٌ من القبض، أو الْفَتْرَةِ، فمرد ذلك قد يكون إلى ضعف في الإيمان، وضعف القلب عن محبة الرحمن.
وحينما يأتي القبض على المريد، فإن لله في هذا الحال حكم، منها أنه يظهر فيه صدق الصادق، فبعض السالكين إذا جاءه القبض استمسك، وأصبح في ابتهال ودعاء وإنابة إلى الله عز وجل، وخوف أن يسلب منه ذلك العمل الصالح.
وهذا التألم والاستغفار يجعل المريد محافظاً على قيام الليل والنوافل والطاعات، حتى إذا أصبح منه من التقصير القليل أو الكثير في أمور ليست بالواجبة يتألم ويضجر، ويحس أنه قد فقد جوهر حياته.
فهذا القبض يجعل المؤمن المتذوق أن حياته هي من حياة قلبه فيحس أن مصيبته كل المصيبة في دينه، وأنه إذا أصيب بنقص في دينه فتلك هي الخسارة، ويصير بذلك عبدا طائعا منيبا لله يحس أنه ينبغي أن تستغل الحركات والسكنات والأوقات في محبة الله.
وقد علمنا الرسول ﷺ كيفية التعامل مع أحوال القبض التي تعتري القلب، وذلك بالاستغفار الكثير، وذلك في حديث نبوي نصه:
روي عن الأغر المزني أبي مالك  في صحيح مسلم: 
| قبض (تصوف) | إِنَّهُ لَيُغَانُ عَلَى قَلْبِي، وَإِنِّي لأَسْتَغْفِرُ اللَّهَ فِي الْيَوْمِ مِئَةَ مَرَّةٍ، حديث صحيح | قبض (تصوف) |

وهذه المراقبة القلبية التي أمرنا رسول الله ﷺ بمتابعة أحوالها يوميا، جاء الأمر بالتعامل معها عبر الاستغفار الكثير، والذي قام الإمام ابن تيمية -رحمه الله- بالتدليل عليه في قوله:
| قبض (تصوف)  | قال الإمام المحقق ابن قيم الجوزية : قُلْتُ للإمام ابن تيمية يوما: سُئِلَ بَعْضُ أَهْلِ الْعِلْمِ، أَيُّهُمَا أَنْفَعُ لِلْعَبْدِ: التَّسْبِيحُ أَوِ الاِسْتِغْفَارُ؟ فأجاب ابن تيمية: إِذَا كَانَ الثَّوْبُ نَقِيًّا، فَالْبُخُورُ وَمَاءُ الْوَرْدِ أَنْفَعُ لَهُ. وَإِنْ كَانَ دَنِسًا، فَالصَّابُونُ وَالْمَاءُ أَنْفَعُ لَهُ. ثم قال لي: فَكَيْفَ وَالثِّيَابُ لاَ تَزَالُ دَنِسَةً | قبض (تصوف) |
| — ابن تيمية | |            |

فجاءت الدلالة على أن كثرة الاستغفار هي المبادرة الأولى التي يجب أن يلجأ إليها المريد حينما يعتريه الْقَبْضُ في قلبه، وأن كثرة التسبيح هي ديدن السالك حينما تغشاه أحوال الْبَسْطِ.
وهذا القبض الذي يتلو حلاوة الإيمان والطاعة، هو ضعف يحفظ العابد من الخروج عن الحد المألوف، ومن التجاوز إلى مقام التنطع والغلو في الدين، فيبتلي الله  العبد المنيب بهذا النوع من الضعف لحكمة تتمثل في حدوث الشوق بعد ذلك إلى الخير أكثر بعد سلب الطاعة، التي تتلوها فترة يستمسك أثناءها بالفرائض، مع وجود اشتياق إلى العمل الصالح، كي يعود للعمل الصالح مرة ثانية مع حرص أكبر.
ولذلك ينبغي للسالك أن يحسن الظن بالله  إذا سلب أي شيء من الطاعة، وأن يدمن سؤال الله عز وجل أن يعيدها إليه.

## الأدب مع القبض
أورد ابن عطاء الله السكندري -رحمه الله- بعضا من الحكم العطائية المتعلقة بموضوع الْقَبْضِ، من بينها قوله:
| قبض (تصوف)                               | بَسَطَكَ كَيْ لاَ يُبْقِيَكَ مَعَ الْقَبْضِ، وَقَبَضَكَ كَيْ لاَ يَتْرُكَكَ مَعَ الْبَسْطِ، وَأَخْرَجَكَ عَنْهُمَا كَيْ لاَ تَكُونَ لِشَيْءٍ دُونَهُ | قبض (تصوف) |
| — ابن عطاء الله السكندري، الحكم العطائية |                                                                                          |            |

فالقبض حزن وضيق يعتري القلب، إما بسبب فوات مرغوب أو عدم حصول مطلوب أوبغير سبب، وهو يتعاقب مع البسط على السالك تعاقب الليل والنهار.
فالعوام إذا غلب عليهم الخوف انقبضوا، وإذا غلب عليهم الرجاء انبسطوا، والخواص إذا تجلى لهم الله -عز وجل- بوصف الجمال انبسطوا، وإذا تجلى لهم بوصف الجلال انقبضوا، وخواص الخواص استوى عندهم الجلال والجمال، فلا تغيرهم واردات الأحوال لأنهم بالله ولله لا لشيء سواه، فالأولون ملكتهم الأحوال، وخواص الخواص مالكون الأحوال.
فمن لطف الله -تعالى- بالسالك أن يخرجه من الأغيار ويدفعه إلى حضرة الأسرار، فإذا أخذه القبض وتمكن منه الخوف وسكن تحت قهره وأنس بأمره، أخرجه إلى البسط لئلا يحترق قلبه ويذوب جسمه، وإذا حبسه البسط وفرح به وأنس بجماله قبضه لئلا يتركه مع البسط فيسيء الأدب ويجر إلى العطب، إذ لا يقف مع الأدب في البسط إلا القليل.
فيسير المريد بين شهود جلال وجمال خالقه -تعالى-، فإذا شهد أثر وصف الجلال انقبض، وإذا شهدت أثر وصف الجمال انبسط، ثم يفتح له الباب ويرفع بينه وبين مولاه الحجاب، فيتنزه في كمال الذات وشهود الصفات، فيغيب عن أثر الجلال والجمال بشهود الكبير المتعال، فلا جلاله يحجبه عن جمال الله -تعالى-، ولا جماله يحجبه عن جلاله، ولا ذاته تحبسه عن صفاته، ولا صفاته تحبسه عن ذاته.
فالسالك يشهد جماله في جلاله، ويشهد ذاته في صفاته، وصفاته في ذاته، فيخرجه عن شهود أثر الجلال والجمال ليكون عبد الله في كل حال، أخرجه عن كل شيء ليكون حراً من كل شيء وعبداً له في كل شيء.
قال ابن فارس  في الأدب مع القبض:
| قبض (تصوف) | القبض أولاً، ثم البسط ثانياً، ثم لا قبض ولا بسط، لأن القبض والبسط لمعان في الوجود، وأما مع الفناء والبقاء فلا | قبض (تصوف) |
| — ابن فارس | |            |

لذلك فإن القبض والبسط لهما آداب إسلامية، فإذا أساء المتصوف فيهما الأدب طرد إلى الباب أو إلى سياسة الدواب.
فمن آداب القبض الطمأنينة والوقار والسكون تحت مجاري الأقدار والرجوع إلى الواحد القهار، فإن القبض شبيه بالليل والبسط شبيه بالنهار، ومن شأن الليل الرقاد والهدوء والسكون والحنو.
فعلى المريد أن يصبر ويسكن تحت ظلمة ليل القبض حتى تشرق عليه شموس نهار البسط، إذ لا بد لليل من تعاقب النهار، ولا بد للنهار من تعاقب الليل، يولج الليل في النهار ويولج النهار في الليل.
فهذه آداب القبض التي لا يعرف له المريد سبباً، وأما إن عرف له سبباً فيرجع فيه إلى مسبب الأسباب، ولاذ بجانب الكريم الوهاب، فهل عوده الله -تعالى- إلا حُسناً، وهل أسدى إلى السالك إلا مِنناً.
وفي هذه الآداب يقول ابن عطاء الله السكندري في إحدى حكمه:
| قبض (تصوف)                               | لِيُخَفِّفْ أَلَمَ الْبَلاَءِ عَلَيْكَ عِلْمُكَ بِأَنَّهُ سُبْحَانَهُ هُوَ الْمُبْلِي لَكَ. فَالَّذِي وَاجَهَتْكَ مِنْهُ الأَقْدَارُ هُوَ الَّذِي عَوَّدَكَ حُسْنَ الاِخْتِيَارِ | قبض (تصوف) |
| — ابن عطاء الله السكندري، الحكم العطائية | |            |

والحاصل أن سبب القبض إنما هو النظر للسوى والغفلة عن المولى، وأما أهل الصفا فلا يشهدون إلا الصفا، ولذلك كان رسول الله -صلى الله عليه وسلم- يقول:
روي عن عائشة بنت أبي بكر في صحيح ابن حبان: 
| قبض (تصوف) | إذا أصاب أحدَكم غمٌّ أو كَربٌ فليقُلِ: اللهُ، اللهُ ربِّي، لا أُشرِكُ به شيئًا، حديث صحيح | قبض (تصوف) |

فقد دل عليه الصلاة والسلام المقبوض إلى الدواء، وهو شهود التوحيد والغيبة عن الشرك، فدل -صلى الله عليه وسلم- على القول، والمراد منه المعنى، فكأنه قال «اعرفوا الله ووحدوه، ينقلب قبضكم بسطاً، ونقمتكم نعمة».
ومن آداب البسط، كف الجوارح عن الطغيان وخصوصاً جارحة اللسان، فإن النفس إذا فرحت بطرت وخفت ونشطت، فربما تنطق بكلمة لا تلقي لها بالا فتسقط في مهاوي القطيعة بسبب سوء أدبها، فإذا أحس المريد بالبسط فليلجم نفسه بلجام الصمت وليتحل بحلية السكينة والوقار وليدخل خلوته وليلتزم بيته، فمثل الفقير في حالة البسط والقوة كقدر على نار، فإن تركه يغلي اهراق إدامه وبقي شاحتاً، وإن كفه وأخمد ناره بقي إدامه تاماً.
كذلك الفقير في حالة القوة والبسط يكون نوره قوياً وقلبه مجموعاً، فإذا تحرك وبطش وتتبع قوته برد ورجع لضعفه، وما ذلك إلا لسوء أدبه.

## فيديوهات
- "الوقت والمقام والحال والقبض والبسط - الرسالة القشيرية": أ.د علي جمعة في ديسمبر 2014م على يوتيوب
- "الفرق بين القبض والبسط في الطريق إلى الله": د. محمد مهنا في جوان 2016م على يوتيوب
- "الرسالة القشيرية: القبض والبسط - الهيبة والأُنس": د. يسري جبر في أوت 2018م على يوتيوب
- "القبض والبسط - محاولة لبسط الفهم": د. عدنان إبراهيم في ديسمبر 2013م على يوتيوب
- "تزكية 2002 - الدرس السابع عشر: القبض والبسط": الشيخ رجب ديب في مارس 2017م على يوتيوب

## هوامش
- 1 سورة البقرة، الآية: 245.
- 2 سورة التوبة، الآية: 67.
- 3 سورة طه، الآية: 96.
- 4 سورة الفرقان، الآية: 46.
- 5 سورة الزمر، الآية: 67.